# 藤原長作
藤原長作（日语：／ Fujiwara Chōsaku，1912年12月13日—1998年8月25日），日本岩手县泽内村人，是日本昭和、平成時代的農民，曾在中華人民共和國黑龍江省從事水稻種植技術的推廣。
藤原長作生於大正元年12月13日，卒於平成10年8月25日，終年85嵗。他曾經以烧炭為業，二战結束后，他在岩手县泽内村开始種植水稻，創造了藤原式栽培法。藤原式栽培法適合寒冷地區的水稻種植，昭和30年（1955年）他的水稻種植在日本成爲第一。
1980年7月，年已68岁藤原随日本民间友好访华团到黑龙江省方正县参观，瞻仰了“方正地區日本人公墓”。藤原被中国政府和人民的人道主义精神深深感動。他在參觀中发现方正县和北海道的地理、气候、水资源情况類似，但由於種植技術落後，水稻的单位面积产量比北海道低很多。藤原表示，他虽未参加侵华战争，但仍对日本侵略者给中国人民造成的伤害感到忏悔，希望將自己创造的水稻种植技术传授给當地农民，以此向中国人民谢罪。昭和56年（1981年）4月藤原應方正县人民政府的邀请飞往中国，在方正县德善乡進行小面積水稻種植實驗，平均亩产347.5公斤。1982年在方正縣部分乡镇進行大面積示範，平均亩产达400公斤以上。此後藤原式栽培法在中華人民共和國北方13個省、直轄市、自治区獲得大面积應用。1989年，他獲得中華人民共和国国家外国專家局頒發的中華人民共和国成立40 周年記念特別榮誉証書。
他生前留有遗嘱，将部分骨灰撒在方正县的土地上。为实现其遗愿，中国政府在藤原逝世后，將其骨灰的一半埋葬在方正县的中日友好園林内，並在園林内樹立了“藤原長作紀念碑”。